# Scirtes californicus
Scirtes californicus är en skalbaggsart som beskrevs av Victor Ivanovitsch Motschulsky. Scirtes californicus ingår i släktet Scirtes och familjen mjukbaggar. Inga underarter finns listade i Catalogue of Life.